# Alina Anatol'evna Kašlinskaja
Alina Anatol'evna Kašlinskaja (in russo Алина Анатольевна Кашлинская?; Mosca, 28 ottobre 1993) è una scacchista russa, maestro internazionale e grande maestro femminile. Si è laureata campionessa europea femminile nel 2019.
Ha vinto una medaglia d'argento individuale alle Olimpiadi degli scacchi e una medaglia d'oro agli Europei a squadre femminili con la rappresentativa russa. Dal novembre del 2018 è entrata nella Top 20 femminile del ranking mondiale FIDE. Dal giugno del 2022 è passata dalla federazione scacchistica russa alla federazione polacca.

## Biografia
Si mette in mostra fin dalla tenera età quando arriva seconda al Campionato europeo giovanile del 2003 nella categoria Under 10 femminile, svoltosi a Budua.
Ottiene il titolo di Grande Maestro Femminile nel 2009 e quello di Maestro Internazionale nel 2014.

## Carriera
Nel 2010 in agosto partecipa alle Olimpiadi di Chanty-Mansijsk con la squadra B della nazionale russa, vincendo la medaglia d'argento individuale nel femminile.
Nel 2011 vince la medaglia d'argento al Campionato del mondo giovanile di Caldas Novas nella categoria Under 18.
Nel 2012 si piazza al secondo posto al Campionato del mondo universitario nel torneo femminile.
Nel 2013 vince il campionato russo juniores femminile, mentre ottiene la medaglia di bronzo al Campionato del mondo juniores femminile di Kocaeli con 9 punti su 13, a pari merito con l'allora Maestro Internazionale Femminile iraniano Mitra Hejazipur, rispetto al quale aveva uno spareggio tecnico migliore.
Nel 2014 con le norme ottenute agli Europei individuali del 2013 di Belgrado e del 2014 di Plovdiv (7,5 su 11 in entrambi i tornei) ottiene in agosto il titolo di Maestro Internazionale.
Nel 2015 in marzo partecipa al Campionato del mondo femminile di scacchi di Soči venendo eliminata al primo turno. In maggio partecipa al Campionato europeo di scacchi femminile di Chakvi, vincendo la medaglia di bronzo, totalizzando 8 punti su 11.
Nel 2018 in ottobre vince il premio femminile del Chess.com Isle of Man International disputato all'Isola di Man totalizzando 6 punti su 9.
Nel 2019 in aprile vince il Campionato europeo di Antalya battendo allo spareggio tecnico Marie Sebag, Elisabeth Pähtz, Inna Gaponenko e Antoaneta Stefanova, avendo totalizzato tutte lo stesso punteggio di 8 su 11. In ottobre partecipa all'Europeo a squadre femminile di Batumi, dove ottiene la medaglia d'oro di squadra, giocando come prima riserva con il punteggio di 8 su 11.
Nel 2021 vince il Campionato del mondo a squadre in 5a scacchiera per la Russia.

## Vita privata
È sposata con il Super GM polacco Radosław Wojtaszek. È laureata in psicologia all'Università Statale Russa per gli Studi Sociali di Mosca.